# Олтажев
Олтажев (пол. Ołtarzew) — село в Польщі, у гміні Ожарув-Мазовецький Варшавського-Західного повіту Мазовецького воєводства.
Населення — 523 особи (2011).
У 1975-1998 роках село належало до Варшавського воєводства.

## Демографія
Демографічна структура станом на 31 березня 2011 року:
|          | Загалом | Допрацездатний вік | Працездатний вік | Постпрацездатний вік |
| -------- | ------- | ------------------ | ---------------- | -------------------- |
| Чоловіки | 260     | 47                 | 184              | 29                   |
| Жінки    | 263     | 44                 | 163              | 56                   |
| Разом    | 523     | 91                 | 347              | 85                   |